# مارغريت ماري راي
مارغريت ماري راي (بالإنجليزية: Margaret Mary Ray)‏ هي مجرمة أمريكية، ولدت في 1952 في إلينوي في الولايات المتحدة، وتوفيت في 5 أكتوبر 1998 في هوتشكيس في الولايات المتحدة.